# Rodonyà
Rodonyà település Spanyolországban, Tarragona tartományban. Rodonyà El Montmell, La Bisbal del Penedès, Masllorenç, Montferri és Vila-rodona községekkel határos. Lakosainak száma 521 fő (2024).

## Népesség
A település népessége az elmúlt években az alábbi módon változott:
| Lakosok száma | 198  | 884  | 718  | 509  | 371  | 455  | 508  | 513  | 490  | 521  |
|               | 1717 | 1887 | 1936 | 1960 | 1986 | 2004 | 2009 | 2014 | 2019 | 2024 |